# Graafschap Rode

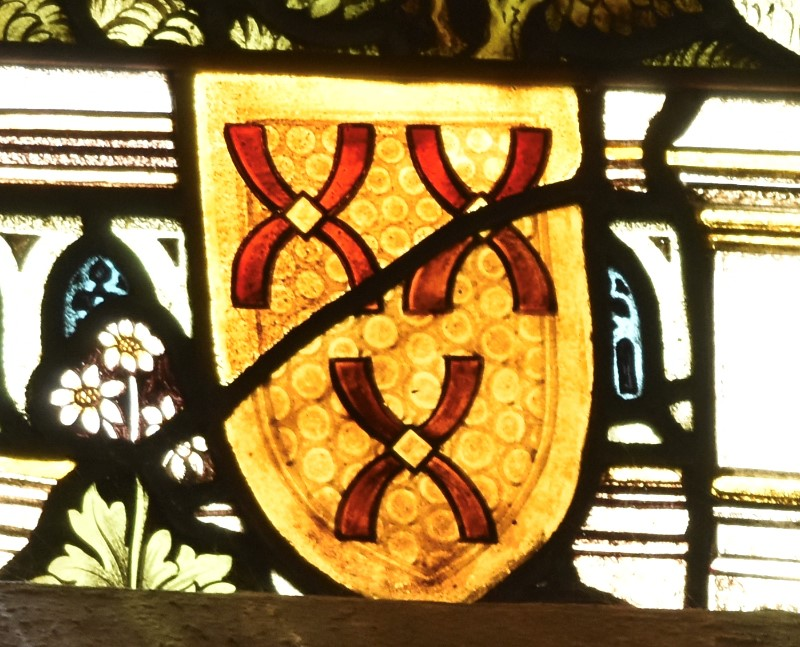
Het wapen van de Heren van Rode, met daarin drie molenijzers.

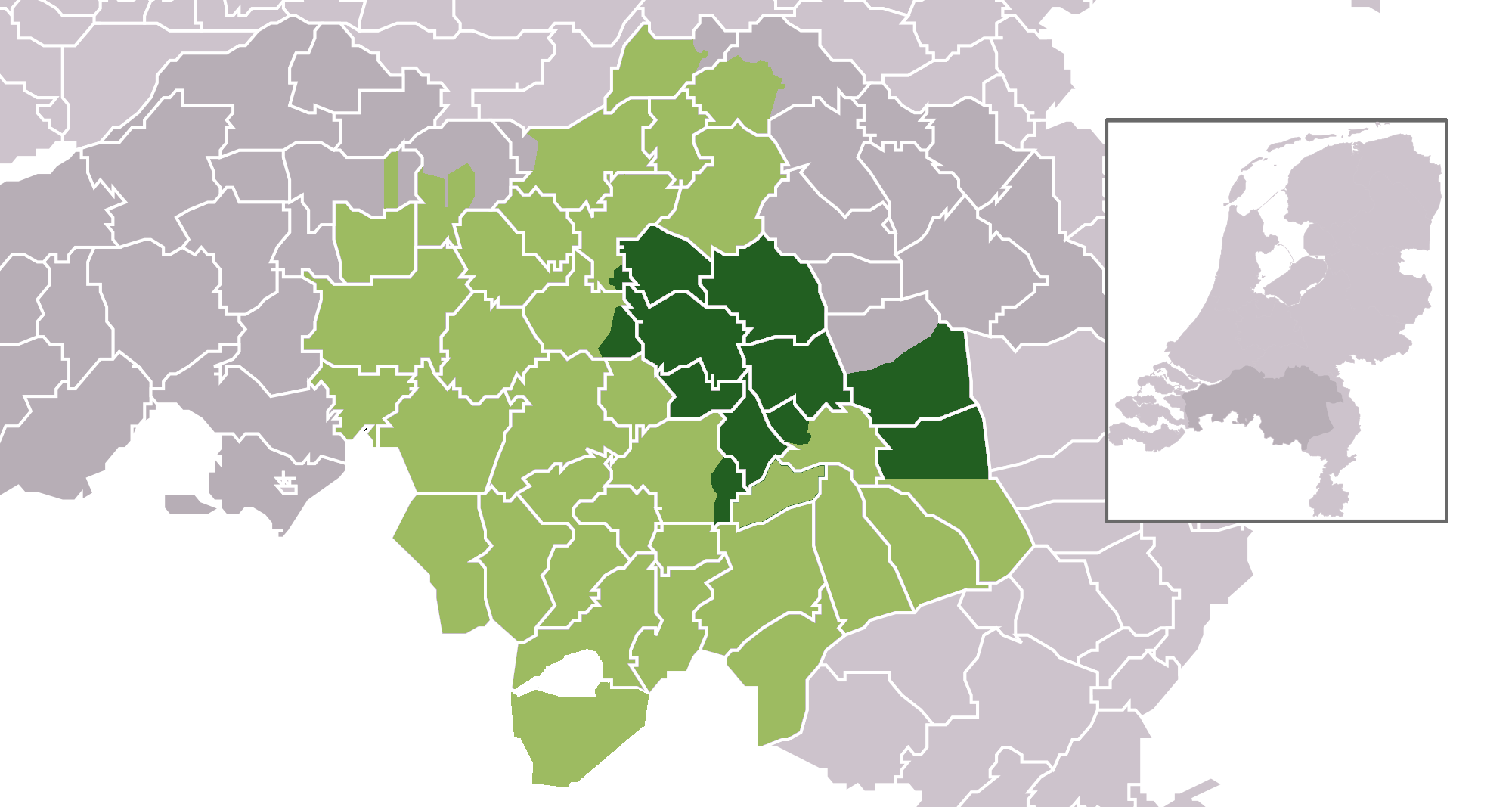
Het graafschap Rode werd in de dertiende eeuw onderdeel van de Meierij van Den Bosch. Het graafschap werd de grondlegger voor het kwartier Peelland.

Het Graafschap Rode is een voormalig allodium, waarvan Sint-Oedenrode de zetel was en welke werd bestuurd door de Heren van Rode. Het werd alleen postuum een graafschap genoemd. Het kwam qua grondgebied ruwweg overeen met het latere Kwartier van Peelland, dat een der kwartieren van de Meierij van 's-Hertogenbosch was en waarvan Sint-Oedenrode oorspronkelijk eveneens de hoofdstad was.
Aan de hand van het werkingsgebied van de in 1546 opgetekende costuijmen van Rode kan men stellen dat de plaatsen: Sint-Oedenrode, Liempde, Son en Breugel, Veghel en Erp, Schijndel, Stiphout, Lieshout, Aarle-Rixtel, Beek en Donk, Bakel, Deurne, Lierop, Tongelre, Nuenen, Gerwen en Nederwetten tot het allodium Rode hebben behoord. De zuidelijke delen van het Kwartier van Peelland hebben geen deel uitgemaakt van Rode. Het Roois recht werd wel aangeduid met: Jure Rodensi beate Ode.
Rode was geen graafschap in de feitelijke zin, eerder een landstreek voortkomend uit een allodium; het wordt vermeld in de Annalen van Egmond (1172-1215) en in het oudste leenregister van Brabant uit 1312.
Er is een vroege burcht in Sint-Oedenrode geweest. Omstreeks 1250 werd gesproken van Rodensis ecclesiae oppidulum, een kleine sterkte bij de (Sint-Oda)kerk. In 1311 gaf Jan II van Brabant een huis dat staat te Rode aan de Sint-Odakerk in leen uit. In 1401 mocht de leenman dit huis afbreken en een nieuw huis bouwen. De huidige kastelen in Sint-Oedenrode houden geen rechtstreeks verband met deze burcht. Kasteel Henkenshage gaat terug tot de 14e eeuw en Kasteel Dommelrode is van latere datum.
Aanvankelijk viel Rode onder de invloedssfeer van de Graaf van Gelre. Toen de invloed van het Hertogdom Brabant in de streek was toegenomen, verkocht de Graaf van Gelre het Graafschap Rode in de 13e eeuw aan de Hertog van Brabant. In 1206 werd namelijk een huwelijkscontract gesloten tussen Hendrik I van Brabant en Otto I van Gelre, waarbij hun kinderen, Gerard III van Gelre en Margaretha van Brabant zouden trouwen en Margaretha daarbij het allodium van Rothe als huwelijksgeschenk zou krijgen. Uiteindelijk doet Gerard III in 1229 afstand van Roda in ruil voor 2000 marken.
In 1232 kreeg Sint-Oedenrode vrijheidsrechten. Ook kwam er een schepenbank, waarvan in 1311 wordt gesproken. Vanaf 1350 zou het Roois recht geleidelijk in Brabants recht omgezet worden.